# Западный Логон
За́падный Лого́н (фр. Logone Occidental, араб. لوقون الغربي‎) — регион в Республике Чад. Своё название он получил по имени реки Логон (река). Административный центр — город Мунду. Другие города — Беной, Беинамар. Площадь — 9 000 км², население — 683 293 человека (2009 год).

## География
Регион Западный Логон находится в южной части Чада. Территориально соответствует бывшей префектуре того же названия. На западе граничит с регионом Западное Майо-Кеби, на севере с регионом Танджиле, на востоке и юге с регионом Восточный Логон.
В природно-климатическом отношении регион Западный Логон лежит в зоне саванн.

## Население
Более 90 % жителей региона Западный Логон относятся к народности сара.

## Административное деление
В административном отношении Западный Логон подразделяется на 4 департамента — Додже (состоит из 4 супрефектур: Беинамар, Беиса, Лаокаси и Таполь), Гвени (4 супрефектуры: Крим-Крим, Бао, Бемангара и Догиннди), Лак-Вей (7 супрефектур: Мунду, Ба, Дели, Додиннда, Мбалькабра, Мбала и Нгодон) и Нгуркоссо (6 супрефектур: Беной, Бебалем, Бекири, Беладжия, Буру и Саар-Гойен).

## Населённые пункты
- Бемия
- Кейкаге
- Куту